# Царицын (гребной фрегат)
«Царицын» — гребной фрегат Каспийской флотилии Российской империи, находившийся в составе флота с 1795 по 1808 год. В течение службы совершал плавания в Каспийском море, по окончании службы был разобран.

## Описание судна
Гребной фрегат с деревянным корпусом, длина судна по сведениям из различных источников могла составлять 27,4—27,43 метра, ширина — 8,69—8,7 метра, а осадка 1,68—1,7 метра. Вооружение судна по сведениям из различных источников могли составлять двенадцати 6- или 12-фунтовых медных пушек.
Был одним из трёх парусных и парусно-гребных судов Российского императорского флота, носивших это наименование. Также в составе Каспийской флотилии несли службу одноимённые гекботы 1723 и 1729 годов постройки.

## История службы
Фрегат «Царицын» был заложен на стапелях Казанской верфи 8 (19) июля 1794 года и после спуска на воду 18 (29) мая 1795 года вошёл в состав Каспийской флотилии России. Строительство фрегата вёл кораблестроитель В. Д. Власов.
В кампанию 1795 года фрегат во главе отряда судов, состоявшем из фрегата «Царицын», бомбардирского корабля «Моздок» и бота «Орёл», под общим командованием командира фрегата капитан-лейтенанта А. П. Геннекина перешёл по Волге с казанской верфи в Астрахань.
Начиная с 1796 года выходил в плавания в Каспийском море. 
По окончании службы в 1808 году фрегат «Царицын».

## Командиры фрегата
Командирами гребного фрегата «Царицын» в составе Российского императорского флота в разное время служили:
- капитан-лейтенант А. П. Геннекин (1795 год)[7];
- капитан-лейтенант П. И. Нелидов (1796—1798 годы)[9].

### Комментарии
1. ↑  90 футов[1].
2. ↑  28 футов 6 дюймов[1].
3. ↑  5 футов 6 дюймов[1].